# Karl-Gottfried Prasse
Karl-Gottfried Prasse, né le 14 août 1929 à Hambourg (Allemagne) et mort le 12 avril 2018 à Værløse (Danemark), est un linguiste danois, spécialisé dans la langue berbère. 

## Biographie
Spécialiste du touareg parlé dans le sud de l'Algérie, au Niger et au Mali, Karl-Gottfried Prasse est notamment professeur de berbère à l'université de Copenhague de 1969 à 1996, et membre du conseil scientifique de l'Encyclopédie berbère. 
Il est également l'auteur d'un manuel de grammaire touarègue. 

## Publications sélectives
- 1972-1973-1974-2009 : Manuel de grammaire touarègue (touareg du Hoggar) 1-4.
- 1989-1990 : Poésies touarègues de l'Ayr (texte en touareg et traduction française).
- 2003 : Dictionnaire Touareg-Français 1-2 (Älqamus tëmazhëq-tëfränsist).